# Michael Ballack
Michael Ballack   (Görlitz, 26 de setembre de 1976) és un exfutbolista alemany. Va ser seleccionat per Pelé com un dels 100 millors jugadors vius de la FIFA, i com a Migcampista de l'any de l'UEFA del club el 2002. Va guanyar el premi Futbolista alemany de l'any premi tres vegades: el 2002, el 2003 i el 2005. Ballack era conegut pel seu rang de passada, tir potent, força física i presència dominant al migcampista.

## Biografia
Ballack va néixer el 26 de setembre de 1976 a Görlitz, una ciutat de Bezirk Dresden , Alemanya de l'Est (ara Saxònia, Alemanya). És l'únic fill de Stephan Ballack, enginyer, i de la seva dona Karin, secretària. La família es va traslladar a Chemnitz (aleshores anomenat Karl-Marx-Stadt) quan Ballack era molt jove i va ser allà on va començar a jugar a futbol. Va començar a jugar a futbol per a la comunitat esportiva.

## Trajectòria esportiva
Ballack va començar la seva carrera com a jove a la comunitat esportiva empresarial BSG Motor "Fritz Heckert" Karl-Marx-Stadt el 1983. Després es va unir al departament de joventut del club de futbol  FC Karl-Marx-Stadt. Ballack va debutar amb la Selecció sub-21 d'Alemanya el 26 de març de 1996. Tot i que l'equip va baixar en el seu primer temporada, les seves actuacions a la Regionalliga la temporada següent van portar a un traspàs a l'1. FC Kaiserslautern el 1997. Va guanyar la Lliga alemanya de futbol en la seva primera temporada al club, el seu primer gran honor. Es va convertir en un jugador habitual del primer equip a la temporada 1998–99 i també va aconseguir el seu primer partit nacional sènior amb Alemanya. Es va traslladar al Bayer Leverkusen per 4,1 milions d'euros el 1999. La 2001–02 el va veure guanyar una gran quantitat de medalles de subcampió: El Bayer Leverkusen va acabar segon a la Bundesliga, DFB-Pokal, UEFA Champions League i Alemanya va perdre contra la Brasil a la Final de la Copa del Món de 2002.
Ha estat internacional amb la selecció de futbol d'Alemanya en 76 ocasions, marcant 35 gols. El seu debut com internacional es va produir el 28 d'abril de 1999 en el partit Alemanya contra Escòcia.
| Club                 | País       | Any       |
| -------------------- | ---------- | --------- |
| Chemnitzer FC        | Alemanya   | 1995-1997 |
| 1. FC Kaiserslautern | Alemanya   | 1997-1999 |
| Bayer 04 Leverkusen  | Alemanya   | 1999-2002 |
| FC Bayern München    | Alemanya   | 2002-2006 |
| Chelsea FC           | Anglaterra | 2006-2010 |
| Bayer 04 Leverkusen  | Alemanya   | 2010-2012 |

## Palmarès

### Campionats nacionals
| Títol              | Club                 | País       | Any     |
| ------------------ | -------------------- | ---------- | ------- |
| 1. Bundesliga      | 1. FC Kaiserslautern | Alemanya   | 1998    |
| 1. Bundesliga      | FC Bayern de Múnic   | Alemanya   | 2003    |
| Copa alemanya      | FC Bayern de Múnic   | Alemanya   | 2003    |
| Supercopa alemanya | FC Bayern de Múnic   | Alemanya   | 2003    |
| Copa de la Lliga   | FC Bayern de Múnic   | Alemanya   | 2004    |
| 1. Bundesliga      | FC Bayern de Múnic   | Alemanya   | 2005    |
| Copa alemanya      | FC Bayern de Múnic   | Alemanya   | 2005    |
| 1. Bundesliga      | FC Bayern de Múnic   | Alemanya   | 2006    |
| Copa alemanya      | FC Bayern de Múnic   | Alemanya   | 2006    |
| Copa de la Lliga   | Chelsea FC           | Anglaterra | 2007    |
| FA Cup             | Chelsea FC           | Anglaterra | 2007    |
| FA Cup             | Chelsea FC           | Anglaterra | 2009    |
| Community Shield   | Chelsea FC           | Anglaterra | 2009    |
| FA Premier League  | Chelsea FC           | Anglaterra | 2009-10 |

### Selecció estatal
| Títol                      | Any  |
| -------------------------- | ---- |
| Finalista Mundial          | 2002 |
| Tercer Copa Confederacions | 2005 |
| Tercer Mundial             | 2006 |
| Finalista Europeu          | 2008 |